# Templo de Juno Moneta
Templo de Juno Moneta (em latim: Templum Iunonis Monetæ) era um antigo templo romano da era republicana que ficava na Cidadela do Capitolino (arx), dominando o Fórum Romano. No centro da antiga cidade de Roma, era o local onde as moedas romanas eram cunhadas, um costume que deu início à antiga prática de cunhar moedas em templos. Era ali também que se abrigavam os livros dos magistrados.

## Etimologia
Juno Moneta, um epíteto da deusa romana Juno, era a protetora dos recursos financeiros. Por conta disto, todas as moedas da Roma Antiga foram cunhadas em seu templo por quatro séculos, até finalmente o local ser alterado para um outro, próximo do Coliseu, durante o reinado de Domiciano.
Assim, moneta passou a significar "casa da moeda" em latim, um termo utilizado em obras de escritores antigos como Ovídio, Marcial, Juvenal e Cícero. O termo também está na raiz de vários termos financeiros em língua portuguesa, como "monetário" e "moeda".
Cícero sugere que o nome deriva do verbo "monere" ("avisar", "alertar"), pois, durante um terremoto, uma voz vinda deste templo teria exigido o sacrifício expiatório de uma porca grávida, uma referência à antiga lenda romana de que os gansos sagrados de Juno teriam alertado o comandante Marco Mânlio Capitolino sobre o avanço dos gauleses em 390 a.C.. Moneta é também o nome utilizado para Mnemósine, mãe das musas, por Lívio Andrônico em sua tradução da Odisseia, e também por Higino, que cita Júpiter e Moneta como pais das musas. O nome "Mnemósine" ("memória") estava ligado a Juno Moneta, que mantinha em seu templo um minucioso registro dos eventos históricos.

## História
No início da guerra contra os auruncos (aurunci), em 345 a.C., o ditador Lúcio Fúrio Camilo decidiu pedir a ajuda dos deuses em seu conflito jurando construir um templo a Juno Moneta. Apesar de retornar vitoriosamente a Roma, ele renunciou ao seu posto e o senado nomeou dois encarregados para construir o templo. Eles escolheram um local na cidadela onde ficava a casa de Marco Mânlio Capitolino, e dedicaram o templo um ano depois do juramento pelos cônsules Tito Mânlio Imperioso Torquato e Caio Márcio Rutilo. Segundo Lívio, esta dedicação foi seguida por uma chuva de pedras e um escurecimento do céu, um prodígio que levou a nomeação de um ditador feriarum constituendarum causa, Públio Valério Publícola (com poderes limitados). O evento também foi relatado nos "Fastos", de Ovídio.
O templo abrigava os Libri Lintei, os registros dos cônsules eleitos anualmente, de 444 a.C. até 428 d.C.. A partir de 273 d.C., a casa da moeda romana e suas oficinas foram anexadas ao templo
Segundo a lenda, foi neste local que uma sibila teria previsto a chegada de Cristo ao imperador Augusto, que teria recebido uma visão celestial da Virgem Maria num altar segurando o Menino Jesus. Augusto teria supostamente construído um altar no local depois da visão — o "altar celestial" ou "ara coeli" — e a igreja de Santa Maria in Aracoeli se desenvolveu à volta dele. A estrutura atual certamente não é da época de Augusto (e o Império Romano só se tornou oficialmente cristão no século IV), mas, no século IV, ela já era considerada "antiga". O edifício foi depois reconstruído e a atual estrutura data do século XIII.

## Localização
Por causa da falta de vestígios e das poucas informações sobre sua localização exata, o templo é considerado um enigma na topografia da Roma Antiga. Porém, todos concordam que ele ficava no cume da Cidadela Capitolina e não nas duas outras áreas do monte Capitolino. Alguns topógrafos colocam o templo exatamente abaixo da atual igreja de Santa Maria in Aracoeli, ao passo que outros defendem que ele ficava mais próximo da beira da colina, de frente para o Fórum Romano, ao lado da escada que leva ao fundo da igreja.
Embora a tradição fale sobre a construção do templo no local da casa do herói Mânlio, as fontes antigas do período das Guerras Gálicas de 390 a.C., sugerem a existência de um templo anterior, que foi relacionado a dois artefatos arcaicos em terracota encontrados no jardim da igreja e datando do período entre os séculos V e IV a.C. Outros restos de paredes e pedras também sobreviveram no jardim e foram atribuídos pelos estudiosos às fortificações da Cidadela, remontando provavelmente às supostas fases arcaicas e republicadas no templo.
| Planimetria do Capitólio antigo |
| --- |
| Area capitolina Arx Fórum Romano Fóruns imperiais Velabro Templo de Júpiter Capitolino Tabulário Templo de Juno Moneta Teatro de Marcelo Fórum Holitório Templo de Belona Templo de Júpiter Ferétrio Templo de Vejóvis Auguráculo Iseu Templo de Júpiter Guardião (?) Templo da Concórdia (?) Templo de Júpiter Conservador Cabana de Rômulo Altar Templo Tensário Templo de Júpiter Tonante Clivo Capitolino "Cem Passos" Porta Pandana Templo de Jano Templo de Juno Sóspita Templo de Esperança Templo de Augusto Asilo "Entre Dois Bosques" Vico Jugário Campo de Marte Pórtico dos Deuses Harmoniosos Templo de Vespasiano Templo da Concórdia Tuliano Clivo Argentário Templo de Vênus Ericina Templo de Mente (?) Templo de Fides (?) Templo de Ops (?) Arco de Cipíão Templo de Saturno Basílica Júlia |